# Pygommatius iriga
Pygommatius iriga là một loài ruồi trong họ Asilidae. Pygommatius iriga được Scarbrough & Hill miêu tả năm 2005. Loài này phân bố ở miền Ấn Độ - Mã Lai.